# دیو دروغ
دُروگ‌دیو یا دُروج‌دیو یا دروغ‌دیو در اسطوره‌های زرتشتی و ایرانی سهمگین‌ترین دیوی است که انسان را گرفتار چنگال خویش می‌کند. این دیو و پیروانش، بخش بزرگی از سپاه اهریمن هستند.
دروگ‌دیو باعث زیان و آزار مردم می‌شود و سرانجام از امشاسپند اردی‌بهشت شکست می‌خورد. در اوستا دروگ بسیار زورمند توصیف شده که تباه‌کنندهٔ زندگی و نابودکنندهٔ جهان مادی است.

## دُروگوَن
پیروان این دیو دُروگوَن نامیده می‌شوند. آنان دیوپرستند و آفرینش جهان را به اهریمن نسبت می‌دهند. نسبت دادن آفرینش در آیین زرتشت بدترین گناه و کفر ورزیدن به اهورامزداست. پست‌ترین قسمت دوزخ، جایگاه دروگ دیو و پیروانش است. در برابر آن‌ها اَشَوَن‌ها هستند که پیروان اشه وهیشته به‌شمار می‌روند.